# 两河口镇 (略阳县)
两河口镇，是中华人民共和国陕西省汉中市略阳县下辖的一个乡镇级行政单位。

## 行政区划
两河口镇下辖以下地区：
两河口社区、唐家沟村、李家坝村、长坝村、张家坝村和过凉坝村。